# Alossetrona
Alossetrona é um fármaco antagonista dos receptores 5-HT3 da serotonina, utilizado para tratamento da síndrome do cólon irritável (SCI), em mulheres. As doses utilizadas são de 1 mg, duas vezes ao dia.

## Propriedades
O medicamento têm ação seletiva e potente sobre os receptores que atua. Os receptores 5-HT3, estão localizados no trato gastintestinal, (porém não somente neste local), por inervação intrínseca e constituem-se de canais não-seletivos de cátions. Com a ativação destes canais, ocorre também uma depolarização neuronal o que atinge a regulação da dor visceral, das secreções e do trânsito na região gastrintestinal, fatores estes ligados à SCI.

## Mecanismo de ação e farmacodinâmica
A alossetrona tem uma ação antagonista sobre os receptores 5-HT3 do sistema nervoso entérico do trato gastrointestinal. Embora seja um antagonista do 5-HT3, como a ondansetrona, não é classificado como um anti-hemético. Uma vez que a estimulação dos receptores, é positivamente correlacionada com a motilidade gastrointestinal. Alossetrona antagoniza os receptores 5-HT3, diminuindo o movimento de matéria fecal no intestino grosso, aumentando o grau de absorção de água, diminuindo o valor da umidade e resíduos restantes.